# Guido Nicolaes
Guido Nicolaes, né à Tirlemont le 15 juillet 1950, est un joueur de football international belge qui évoluait au poste d'attaquant de pointe. Il est actif au haut niveau durant les années 1970 puis poursuit sa carrière dans les séries inférieures durant les années 1980.

## Carrière

### Débuts chaotiques
Guido Nicolaes commence le football à dix ans au KSC Hoegaarden. En 1967, il est repéré par le Sporting Anderlecht et rejoint le club de la capitale. Un an plus tard, il est intégré au noyau de l'équipe première pour être directement prêté pendant un an au KFC Diest, actif en Division 2. Les dirigeants bruxellois ne sont pas convaincus par ses prestations et le laisent partir au Racing Tirlemont, qui évolue en troisième division. Après une saison, il rejoint l'Olympic Charleroi, en deuxième division. Il joue deux saisons dans le Hainaut et inscrit 26 buts en championnat. Ces statistiques attirent les recruteurs du Beerschot, qui le font signer en 1972.

### Six saisons au plus haut niveau
À 22 ans, Guido Nicolaes découvre la Division 1 avec le club anversois. Il prend rapidement ses marques au plus haut niveau national. Après une bonne première saison ponctuée à la quatrième place, le club se qualifie pour la Coupe UEFA 1973-1974, où il sera éliminé dès le premier tour. Malgré une saison 1973-1974 difficile pour le club en lutte pour le maintien, Guide Nicolaes livre de bonnes prestations. Il est appelé pour la première fois en équipe nationale en 1974 et dispute deux rencontres avec les « Diables Rouges ». En fin de saison, son ancien club, le RSC Anderlecht, le rapatrie. Il ne parviendra toutefois pas à s'y imposer et après un an, il part pour le RFC Liège. Il y reste durant trois saisons puis décide de quitter le football professionnel en 1978 pour retourner au KSC Hoegaarden, son club formateur, qui évolue dans les séries provinciales.

### Fin de carrière dans les séries inférieures
Guido Nicolaes joue un an en provinciales avec Hoegaarden puis déménage vers le club voisin du Racing Tirlemont, où il avait déjà évolué dix ans auparavant. Il reste trois saisons au club, toutes en Division 3, puis rejoint le RFC Hannut, une autre équipe de troisième division, en 1982. Après un an, il retourne à Hoegaarden où il joue deux saisons. Il quitte le club pour rejoindre le Toekomst Bunsbeek en 1985 puis part au RC Meldert en 1988. Il met un terme définitif à sa carrière de joueur en 1992, à l'âge de 42 ans.

## Palmarès
- International en 1974 (2 sélections)

## Sélections internationales
Guido Nicolaes a été appelé quatre fois en équipe nationale belge mais n'a joué que deux rencontres avec le maillot des « Diables Rouges », toutes deux en tant que remplaçant
Le tableau ci-dessous reprend toutes les sélections de Guido Nicolaes. Les matches qu'il ne joue pas sont indiqués en italique. Le score de la Belgique est toujours indiqué en gras.
| Date       | Compétition  | Adversaire         | Lieu   | Score | Remarque |
| ---------- | ------------ | ------------------ | ------ | ----- | -------- |
| 13/03/1974 | Match amical | Allemagne de l'Est | Berlin | 1-0   | 73e      |
| 17/04/1974 | Match amical | Pologne            | Liège  | 1-1   | 83e      |
| 1/05/1974  | Match amical | Suisse             | Genève | 0-1   |          |
| 1/06/1974  | Match amical | Écosse             | Bruges | 2-1   |          |